# Lucien Dasselborne
Lucien Dasselborne, né à Louvroil le 13 avril 1873 et mort à Tournai le 27 janvier 1962, est un peintre belge.

## Biographie
Il commence à peindre pendant la Première Guerre mondiale, après ses études de droit. Membre du Salon des artistes français, il y obtient une mention honorable en 1922 et y expose en 1929 L'église de La Chapelle d'Alagnon (Auvergne) (eau-forte en couleurs) et Une rue à Tournai (Belgique) (eau-forte).
Il expose ses tableaux à Renaix en 1951 (individuel) et en 1955 (groupe).
Un des prix du Hainaut est décerné par la ville de Tournai en son honneur.